# Konstfack (Universidade de Arte, Artesanato e Design)
A Konstfack (em sueco:  Konstfack; em inglês:  Konstfack University of Arts, Crafts and Design) é uma instituição pública de ensino superior na cidade de Estocolmo, na Suécia, especializada em arte, design e artesanato.

Foi fundada em 1844 .

Tem cerca de 1 000 estudantes e conta com 200 funcionários (2024).

Está localizada na antiga fábrica de telefones da LM Ericsson, na praça Telefonplan em Hägersten, no sul de Estocolmo.

Oferece cursos de formação inicial e pós-graduação em arte, design e artesanato.

## Biblioteca
A sua biblioteca está concentrada em obras sobre arte, design e artesanato, e está aberta a todos os interessados.